# Местре, Одри
Одри Местре (фр. Audrey Mestre; 11 августа 1974, Сен-Дени, Франция — 12 октября 2002, Доминиканская Республика) — французский фридайвер.

## Биография
Родилась в Сен-Дени, в 10 километрах к северу от Парижа, в семье энтузиастов подводного плавания, в два года она научилась плавать. Она была ещё подростком, когда её семья переезжала в Мехико. Изучила морскую биологию в университете в Ла-Пасе, Мексика.
В 1996 году Одри знакомится с известным фридайвером Франсиско Феррерасом, который становится позже её мужем. Он же является её тренером и организует погружения, во время которых Одри устанавливает новые мировые рекорды по глубине погружения.

## Достижения
С 1997 года она установила несколько национальных и мировых рекордов в области фридайвинга. 29 мая 1997 года она установила рекорд Франции среди женщин, совершив погружение на 80 метров за 1 минуту 13 секунд. 6 июня 1998 года — погружение на 115 метров за 2 минуты 21 секунду, мировой рекорд среди женщин. 13 мая 2000 года — погружение по схеме NO LIMITS на 125 метров за 2 минуты 3 секунды и звание чемпиона мира среди женщин. 19 мая 2001 года — новый рекорд (130 метров за 1 минуту 57 секунд).
По утверждению официального сайта Одри Местере ей принадлежит абсолютное достижение в глубоководном погружении без использования аппаратов для дыхания (Фридайвинг) NLT — 170 метров, который был установлен во время тренировок и утвержден после смерти спортсменки, как дань её памяти. Согласно Международной ассоциации фридайвинга AIDA International Одри Местре владеет Европейским континентальным рекордом в дисциплине «Без ограничений (No Limit, NLT)» 130 метров

, он же в своё время был мировым рекордом.

## Смерть
Местре погибла в субботу 12 октября у берегов Доминиканской Республики, совершая попытку установить новый мировой рекорд в глубоководном нырянии. Организатором погружения являлся муж Одри — Франсиско Феррерас.
Местре планировала погрузиться на глубину 171 метр и побить не только женский, но и мужской мировой рекорд, составлявший на тот момент 162 метра и принадлежащий Люику Леферму. Основным дайвером поддержки на этом погружении был Паскаль Бернабе.
В соответствии с правилами этого вида соревнований, ныряльщица использовала для погружения лишь специальный груз, т. н. след, не имея при себе никаких кислородных приборов. Подъём должен был производиться при помощи лифт-бэга. Через 8 минут 39 секунд после того, как француженка начала погружение, её тело было доставлено на поверхность. Смерть произошла из-за проблем с оборудованием: баллон с воздухом, предназначенным для наполнения воздушного шара для подъёма на поверхность, оказался не заправлен.